# Zaza Burchuladze
Zaza Burchuladze (en georgiano ზაზა ბურჭულაძე; Tiflis, 9 de septiembre de 1973) es un novelista y dramaturgo georgiano.
Hasta 2001 solía publicar sus obras bajo el seudónimo de Gregor Zamza.

## Biografía
Zaza Burchuladze se graduó en el Departamento de Pintura Monumental y Ornamental de la Academia de Artes del Estado de 
Tiflis. 
Desde 1998 publica sus trabajos en revistas georgianas como Aril, Anabechdi y Tskheli Shokoladi. Ha tenido su propia columna en el diario Tabula y ha sido blogger en Radio Liberty.
En su faceta de traductor, ha traducido numerosas novelas de clásicos contemporáneos rusos, entre ellos Fiodor Dostoievski y Vladimir Sorokin y, como actor, protagonizó con éxito una película georgiana en 2008.
Asimismo, ha enseñado literatura y arte contemporáneo en el Instituto de Medios del Cáucaso.

## Obra
Zaza Burchuladze comenzó a escribir y publicar sus libros a la edad de 24 años. Su narrativa sorprende al lector por la forma experimental de la escritura y por los provocativos temas que aborda: escribe textos sobre conformidad política, violencia y brutalidad, abordando asuntos ideológicos, religiosos y sexuales.
Su novela El ángel inflable (გასაბერი ანგელოზი) trata sobre una sesión de espiritismo en la cual uno de los espíritus invocados decide no regresar y quedarse a vivir con aquellos que lo han invocado. Esta obra ganó el premio literario IliaUni como la mejor novela de 2011.
Por su parte, Desayuno turístico (ტურისტის საუზმე, 2015) es un ejemplo de prosa documental y autobiográfica en donde el autor describe un período de su vida en Berlín. El texto está escrito de tal manera que nunca se sabe con certeza si las historias reflejadas son reales o ficticias. Sobre esta obra, el escritor Lasha Bugadze ha comentado:

Me gustó mucho el hecho de que Zaza no escribiera un libro sensacionalista después de mudarse a Berlín, una historia trágica de un escritor refugiado. Él ha narrado su vida: tiene mucho que contar sobre lo que ha tenido en ese espacio cerrado, pero, sobre todo, examina muchas cosas en su propia cabeza.

Las obras de Burchuladze se han traducido y publicado en Rusia, Polonia y Rumania.